# Dipartimento di Santa Rosa (Guatemala)
Il dipartimento di Santa Rosa è uno dei 22 dipartimenti del Guatemala, il capoluogo è la città di Cuilapa.

## Comuni
Il dipartimento di Santa Rosa conta 14 comuni:
- Barberena
- Casillas
- Chiquimulilla
- Cuilapa
- Guazacapán
- Nueva Santa Rosa
- Oratorio
- Pueblo Nuevo Viñas
- San Juan Tecuaco
- San Rafael las Flores
- Santa Cruz Naranjo
- Santa María Ixhuatán
- Santa Rosa de Lima
- Taxisco